# Aneta Mihaly
Aneta Mihaly (Marin după căsătorie; n. 23 septembrie 1957, Axintele, România) este o canotoare română, laureată cu argint la Los Angeles 1984.

## Distincții
- Medalia „Meritul Sportiv” clasa I (15 aprilie 1981) „pentru rezultatele deosebite obținute la Jocurile olimpice de vară de la Moscova — 1980, precum și pentru contribuția adusă la dezvoltarea activității sportive și la creșterea prestigiului sportului românesc pe plan internațional”[5]